# Entufado-baiano
O entufado-baiano ou bigodudo-baiano (nome científico: Merulaxis stresemanni) é uma espécie de ave pertencente à família Rhinocryptidae. Foi descrito em 1960 pelo ornitólogo teuto-brasileiro Helmut Sick.
É um raro passeriforme endêmico da Mata Atlântica do Brasil, cujos registros recentes se restringem aos municípios de Bandeira, Jordânia e Macarani, na divisa entre Minas Gerais e Bahia. Os registros históricos da espécie são provenientes de Ilhéus e Una.
Encontra-se em perigo crítico de extinção por causa da perda de habitat, com uma população inferior a 50 indivíduos adultos. Uma população com essa quantidade de indivíduos pode estar sofrendo uma depressão endogâmica, tendência dos indivíduos se acasalarem com parentes levando a uma maior probabilidade de homozigose nos descendentes, causando uma maior expressão de genes deletérios. Quanto menor a população, maiores as dificuldades de preservação em longo prazo da espécie, pois populações pequenas estão mais sujeitas aos efeitos da perda da variabilidade genética.
Desde 2007 A Fundação Biodiversitas vem desenvolvendo atividades de biologia da conservação para evitar a extinção da espécie. A American Bird Conservancy faz uma campanha de arrecadação de recursos, e tem apoiado as pesquisas com os últimos indivíduos do entufado-baiano.